# 이리북초등학교
이리북초등학교는 대한민국 전북특별자치도 익산시 남중동에 있는 공립 초등학교이다.

## 학교 연혁
- 1974년 10월 5일 : 이리북국민학교 개교(설립인가 6월 24일, 8학급)
- 1980년 9월 1일 : 이리동초등학교 분리
- 1983년 9월 1일 : 이리동북초등학교 분리
- 1989년 10월 5일 : 개교기념비 건립
- 1995년 4월 1일 : 조리실 및 급식소 조성
- 1996년 3월 1일 : 이리북초등학교 개칭
- 2009년 5월 19일 : 이리북체육관 완공

## 참고 자료
- 이리북초등학교 - 한국교육학술정보원 학교알리미